# Liste der Kulturdenkmale in Wust-Fischbeck
In der Liste der Kulturdenkmale in Wust-Fischbeck  sind alle  Kulturdenkmale der Gemeinde Wust-Fischbeck und ihrer Ortsteile aufgelistet. Grundlage ist das Denkmalverzeichnis des Landes Sachsen-Anhalt, das auf Basis des Denkmalschutzgesetzes des Landes Sachsen-Anhalt vom 21. Oktober 1991 durch das Landesamt für Denkmalpflege und Archäologie Sachsen-Anhalt erstellt und seither laufend ergänzt wurde (Stand: 31. Dezember 2023).

## Kulturdenkmale nach Ortsteilen

### Wust
| Lage                                                                                    | Bezeichnung        | Beschreibung       | Erfassungs- nummer | Ausweisungsart               | Bild           |
| --------------------------------------------------------------------------------------- | ------------------ | ------------------ | ------------------ | ---------------------------- | -------------- |
| Alte Straße 5 (Karte)                                                                   | Bauernhaus         |                    | 094 36308          | Baudenkmal                   | Bauernhaus     |
| Alte Straße 11, 11a, Am Park 1, 2, 3, 4, 5, 6, 7, Breite Straße 60, 61, 62, 62a (Karte) | Rittergut          | Rittergut          | 094 97866          | Baudenkmal                   | Weitere Bilder |
| Alte Straße 11, Am Park 1, Breite Straße 60 (Karte)                                     | Herrenhaus         | Herrenhaus         | 094 97866 001      | Teilobjekt eines Baudenkmals | BW             |
| Alte Straße, Am Park, Breite Straße (Karte)                                             | Park               | Park               | 094 97866 002      | Teilobjekt eines Baudenkmals | BW             |
| Am Park 2a, 3, 4, 5, 6, 7, Breite Straße 61, 62, 62a (Karte)                            | Wirtschaftsgebäude | Wirtschaftsgebäude | 094 97866 003      | Teilobjekt eines Baudenkmals | BW             |
| Breite Straße (Karte)                                                                   | Dorfkirche Wust    | Kirche             | 094 36306          | Baudenkmal                   | Weitere Bilder |
| Breite Straße nördlich neben der Kirche (Karte)                                         | Kriegerdenkmal     |                    | 094 36307          | Kleindenkmal                 | Kriegerdenkmal |
| Breite Straße vor Nr. 8 (Karte)                                                         | Meilenstein        |                    |                    | Kleindenkmal                 | BW             |

### Briest
| Lage                                  | Bezeichnung  | Beschreibung | Erfassungs- nummer | Ausweisungsart | Bild   |
| ------------------------------------- | ------------ | ------------ | ------------------ | -------------- | ------ |
| Dorfstraße neben dem Kirchhof (Karte) | Distanzstein |              | 094 36298          | Kleindenkmal   | BW     |
| Dorfstraße (Karte)                    | Kirche       |              | 094 36297          | Baudenkmal     | Kirche |
| Dorfstraße 14 (Karte)                 | Bauernhaus   |              | 094 36299          | Baudenkmal     | BW     |

### Fischbeck
| Lage                         | Bezeichnung  | Beschreibung                                                        | Erfassungs- nummer | Ausweisungsart | Bild         |
| ---------------------------- | ------------ | ------------------------------------------------------------------- | ------------------ | -------------- | ------------ |
| Hauptstraße (Karte)          | Distanzstein | Preußischer Rundsockelstein (0277) Hauptstraße / Kabeltitzer Straße | 094 97818          | Kleindenkmal   | Distanzstein |
| Hauptstraße (Karte)          | Meilenstein  |                                                                     |                    | Kleindenkmal   | BW           |
| Hauptstraße (Karte)          | Gedenkstätte |                                                                     | 094 97821          | Kleindenkmal   | BW           |
| Hauptstraße (Karte)          | Kirche       |                                                                     | 094 97813          | Baudenkmal     | Kirche       |
| Hauptstraße 10 (Karte)       | Bauernhof    |                                                                     | 094 97814          | Baudenkmal     | BW           |
| Hauptstraße 15 (Karte)       | Bauernhof    |                                                                     | 094 97815          | Baudenkmal     | BW           |
| Hauptstraße 26 (Karte)       | Villa        |                                                                     | 094 97817          | Baudenkmal     | BW           |
| Kabelitzer Straße 13 (Karte) | Wohnhaus     |                                                                     | 094 97819          | Baudenkmal     | BW           |

### Kabelitz
| Lage                 | Bezeichnung        | Beschreibung | Erfassungs- nummer | Ausweisungsart | Bild |
| -------------------- | ------------------ | ------------ | ------------------ | -------------- | ---- |
| Dorfstraße (Karte)   | Kirche             |              | 094 97822          | Baudenkmal     | BW   |
| Dorfstraße 5 (Karte) | Wirtschaftsgebäude |              | 094 97824          | Baudenkmal     | BW   |
| Dorfstraße 9 (Karte) | Bauernhaus         |              | 094 97825          | Baudenkmal     | BW   |

### Melkow
| Lage                                                          | Bezeichnung        | Beschreibung | Erfassungs- nummer | Ausweisungsart | Bild               |
| ------------------------------------------------------------- | ------------------ | ------------ | ------------------ | -------------- | ------------------ |
| Hauptstraße Ortseingang, Abzweig nach Jerichow (Karte)        | Distanzstein       |              | 094 36302          | Kleindenkmal   | Distanzstein       |
| Hauptstraße (Karte)                                           | Kirche             |              | 094 36303          | Baudenkmal     | Weitere Bilder     |
| Kleine Straße 1 südwestlicher Auftakt der Gehöftreihe (Karte) | Wirtschaftsgebäude |              | 094 36304          | Baudenkmal     | Wirtschaftsgebäude |
| Kleine Straße 7 (Karte)                                       | Wohnhaus           |              | 094 36305          | Baudenkmal     | Wohnhaus           |

### Sydow
| Lage                 | Bezeichnung | Beschreibung | Erfassungs- nummer | Ausweisungsart | Bild           |
| -------------------- | ----------- | ------------ | ------------------ | -------------- | -------------- |
| Dorfstraße (Karte)   | Kirche      |              | 094 36300          | Baudenkmal     | Weitere Bilder |
| Dorfstraße 1 (Karte) | Gutshaus    |              | 094 36301          | Baudenkmal     | Gutshaus       |

## Ehemalige Kulturdenkmale nach Ortsteilen
Die nachfolgenden Objekte waren ursprünglich ebenfalls denkmalgeschützt oder wurden in der Literatur als Kulturdenkmale geführt. Die Denkmale bestehen heute jedoch nicht mehr, ihre Unterschutzstellung wurde aufgehoben oder sie werden nicht mehr als Denkmale betrachtet.

### Fischbeck
| Lage                         | Bezeichnung        | Beschreibung | Erfassungs- nummer | Ausweisungsart | Bild |
| ---------------------------- | ------------------ | ------------ | ------------------ | -------------- | ---- |
| Hauptstraße 12 (Karte)       | Wohnhaus           |              | 094 97930          |                | BW   |
| Hauptstraße 20 (Karte)       | Wirtschaftsgebäude |              | 094 97816          |                | BW   |
| Kabelitzer Straße 24 (Karte) | Wohnhaus           | abgerissen   | 094 97820          |                | BW   |

### Kabelitz
| Lage                  | Bezeichnung    | Beschreibung                                             | Erfassungs- nummer | Ausweisungsart | Bild           |
| --------------------- | -------------- | -------------------------------------------------------- | ------------------ | -------------- | -------------- |
| Dorfstraße 2 (Karte)  | Bauernhaus     |                                                          | 094 97823          |                | BW             |
| Dorfstraße 7 (Karte)  | Bauernhaus     | Bauernhaus                                               | 094 97931          |                | BW             |
| Dorfstraße 37 (Karte) | Kriegerdenkmal | Denkmal für die Opfer des ersten und zweiten Weltkrieges |                    |                | Kriegerdenkmal |

### Wust-Siedlung
| Lage                    | Bezeichnung | Beschreibung                                                                                       | Erfassungs- nummer | Ausweisungsart | Bild     |
| ----------------------- | ----------- | -------------------------------------------------------------------------------------------------- | ------------------ | -------------- | -------- |
| Wuster Siedlung (Karte) | Backhaus    | Backhaus Verlust der Denkmaleigenschaft durch Verfall, 2023 aus dem Denkmalverzeichnis gestrichen. | 107 35025          | Baudenkmal     | Backhaus |

## Legende
In den Spalten befinden sich folgende Informationen:
- Lage: Nennt den Straßennamen und wenn vorhanden die Hausnummer des Kulturdenkmals. Die Grundsortierung der Liste erfolgt nach dieser Adresse. Der Link „Karte“ führt zu verschiedenen Kartendarstellungen und nennt die geographischen Koordinaten.
Link zu einem Kartenansichtstool, um Koordinaten zu setzen. In der Kartenansicht sind Baudenkmale ohne Koordinaten mit einem roten bzw. orangen Marker dargestellt und können in der Karte gesetzt werden. Baudenkmale ohne Bild sind mit einem blauen bzw. roten Marker gekennzeichnet, Baudenkmale mit Bild mit einem grünen bzw. orangen Marker.
- Offizielle Bezeichnung: Nennt den Namen, die Bezeichnung oder zumindest die Art des Kulturdenkmals und verlinkt, soweit vorhanden, auf den Artikel zum Objekt.
- Beschreibung: Nennt bauliche und geschichtliche Einzelheiten des Kulturdenkmals, vorzugsweise die Denkmaleigenschaften.
- Erfassungsnummer: Für jedes Kulturdenkmal wird in Sachsen-Anhalt eine 20stellige Erfassungsnummer vergeben. Die letzten zwölf Ziffern werden für die Untergliederung nach Teilobjekten genutzt und werden nur angegeben, soweit vergeben. In dieser Spalte kann sich folgendes Icon  befinden, dies führt zu Angaben zu diesem Baudenkmal bei Wikidata.
- Ausweisungsart: Die Einordnung des Denkmales nach § 2 Abs. 2 DenkmSchG LSA
- Bild: Ein Bild des Denkmales, und gegebenenfalls einen Link zu weiteren Fotos des Kulturdenkmals im Medienarchiv Wikimedia Commons. Wenn man auf das Kamerasymbol klickt, können Fotos zu Kulturdenkmalen aus dieser Liste hochgeladen werden: